# Liste der Internationalen Meister (Verleihung 1951)

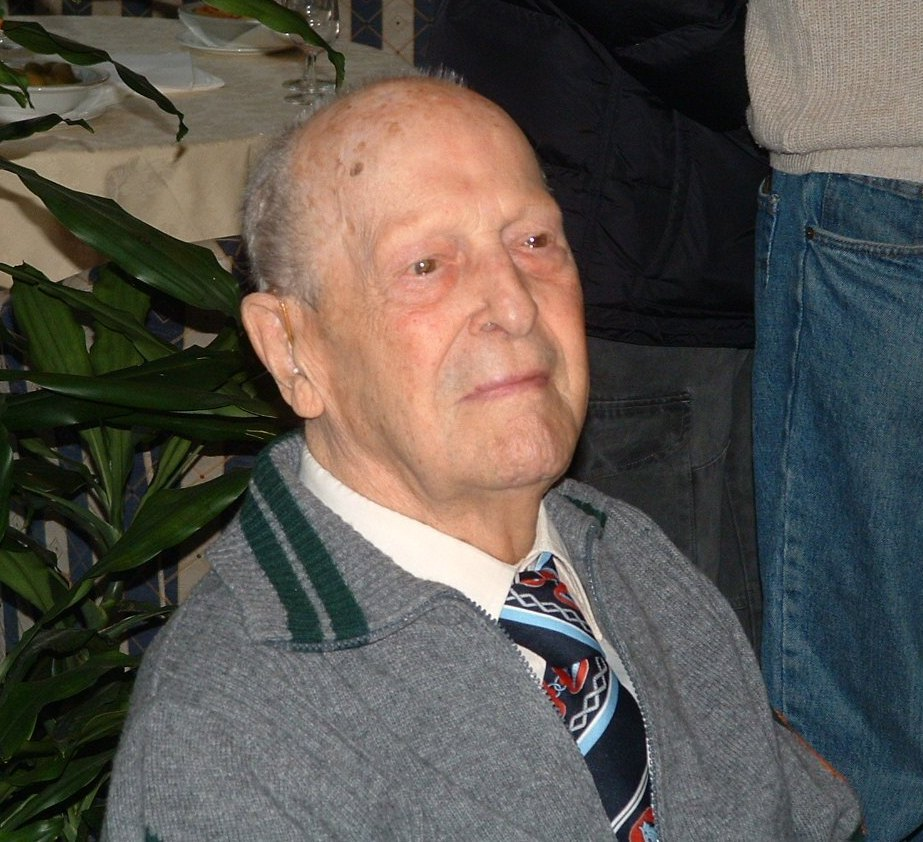
Enrico Paoli spielte noch im Alter von 96 Jahren Turnierschach.

Die Liste der Internationalen Meister des Jahres 1951 führt alle Schachspieler auf, die im Jahr 1951 vom Weltschachbund FIDE den Titel Internationaler Meister erhalten haben. Es handelte sich um das zweite Jahr der Verleihung, die für hervorragende vergangene Leistungen im Schach erfolgte. Vier der 21 Spieler erreichten später den Großmeistertitel, weiteren zwei wurde später der Titel eines Ehren-Großmeisters verliehen.

## Legende
Die Tabelle enthält folgende Angaben:
- Name: Nennt den Namen des Spielers.
- Land: Nennt das Land, für das der Spieler 1951 spielberechtigt war.
- Lebensdaten: Nennt das Geburtsjahr und gegebenenfalls das Sterbejahr des Spielers.
- GM: Gibt für Spieler, die später zum Großmeister ernannt wurden, das Jahr der Verleihung an.
- HGM: Gibt für Spieler, die später zum Ehren-Großmeister ernannt wurden, das Jahr der Verleihung an.
- weitere Verbände: Gibt für Spieler, die früher oder später für mindestens einen anderen Verband spielberechtigt waren, diese Verbände mit den Zeiträumen der Spielberechtigung (sofern bekannt) an. Wechsel zu einem Nachfolgestaat sind nur berücksichtigt, wenn der Spieler zu diesem Zeitpunkt noch schachlich aktiv war.

## Liste
| Name                 | Land                       | Lebensdaten | GM   | HGM  | weitere Verbände                                     |
| -------------------- | -------------------------- | ----------- | ---- | ---- | ---------------------------------------------------- |
| Juri Awerbach        | Sowjetunion                | 1922–2022   | 1952 |      | Russland (seit 1992)                                 |
| Alfred Beni          | Österreich                 | 1923–1995   |      |      |                                                      |
| Carl Carls           | Bundesrepublik Deutschland | 1880–1958   |      |      |                                                      |
| William Fairhurst    | Schottland                 | 1903–1982   |      |      | England (bis 1931), Neuseeland (ab 1971)             |
| Efim Geller          | Sowjetunion                | 1925–1998   | 1952 |      | Russland (ab 1992)                                   |
| Miroslav Katětov     | Tschechoslowakei           | 1918–1995   |      |      |                                                      |
| Imre König           | England                    | 1901–1992   |      |      | Jugoslawien (bis 1938), Vereinigte Staaten (ab 1953) |
| Josef Lokvenc        | Österreich                 | 1899–1974   |      |      |                                                      |
| Aleksandar Matanović | Jugoslawien                | 1930–2023   | 1955 |      |                                                      |
| Borislav Milić       | Jugoslawien                | 1925–1986   |      | 1977 |                                                      |
| André Muffang        | Frankreich                 | 1897–1989   |      |      |                                                      |
| Willem Jan Muhring   | Niederlande                | 1913–1999   |      |      |                                                      |
| Nikolai Nowotelnow   | Sowjetunion                | 1911–2006   |      |      |                                                      |
| Enrico Paoli         | Italien                    | 1908–2005   |      | 1996 |                                                      |
| Cecil Purdy          | Australien                 | 1906–1979   |      |      |                                                      |
| Emil Richter         | Tschechoslowakei           | 1894–1971   |      |      |                                                      |
| Antonio Sacconi      | Italien                    | 1895–1968   |      |      |                                                      |
| Luis Augusto Sánchez | Kolumbien                  | 1917–1981   |      |      |                                                      |
| Lothar Schmid        | Bundesrepublik Deutschland | 1928–2013   | 1959 |      |                                                      |
| Eugenio Szabados     | Italien                    | 1898–1974   |      |      |                                                      |
| Vladimir Vuković     | Jugoslawien                | 1898–1975   |      |      |                                                      |